# Darevskia unisexualis
Espèce
Synonymes
- Lacerta unisexualis Darevsky, 1966

Statut de conservation UICN

 NT  : Quasi menacé
Darevskia unisexualis est une espèce de sauriens de la famille des Lacertidae. Son nom dérive de l’herpétologiste russe Ilia Darevski (1924-2009).

## Apparence
La longueur du corps de la Darevskia unisexualis est d'environ 7 cm, et sa queue est approximativement deux fois plus longue. La tête, à l'instar des autres Darevskia, est assez aplatie.
La couleur de la partie supérieure du corps peut être marron-beige, marron clair, sable ou gris-olivâtre. Le dos comporte un motif réticulaire. La partie inférieure du corps est toujours de couleur blanc-mat.

## Répartition et habitat
Cette espèce se rencontre en Arménie (dans les parties montagneuses du Nord et du Centre), au Sud de la Géorgie et dans le Nord-Est de la Turquie (en particulier les provinces d'Erzurum, d'Ardahan et d'Ağrı). On la trouve entre 1700 et 2 000 m au-dessus du niveau de la mer, principalement dans les milieux rocheux des zones montagneuses steppiques,.

## Description
Cette espèce est parthénogénique. Elle est issue d'une hybridation entre les espèces Darevskia raddei et Darevskia valentini selon Murphy, Fu, MacCulloch, Darevsky et Kupriyanova.

## Mesures de protection
L'espèce est inscrite sur la Liste rouge de l'UICN (notée Near Threatened, c'est-à-dire Quasi Menacée), mais aussi sur le Livre rouge de l'Arménie (ru) (ou elle est considérée comme VU B1a - « vulnérable »). En Arménie, elle est protégée dans le Parc National Sevan (en).

## Publication originale
- Darevsky, 1966 : Natural parthogenesis in a polymorphic group of Caucasian Rock lizards related to Lacerta saxicola Eversmann. Journal of the Ohio Herpetological Society, vol. 5, n°4, p. 115-152.